# Убріке
Убріке (ісп. Ubrique) — муніципалітет в Іспанії, у складі автономної спільноти Андалусія, у провінції Кадіс. Населення — 16 915 осіб (2010).
Муніципалітет розташований на відстані близько 440 км на південь від Мадрида, 80 км на схід від Кадіса.

## Демографія
Динаміка населення (INE ):

## Галерея зображень

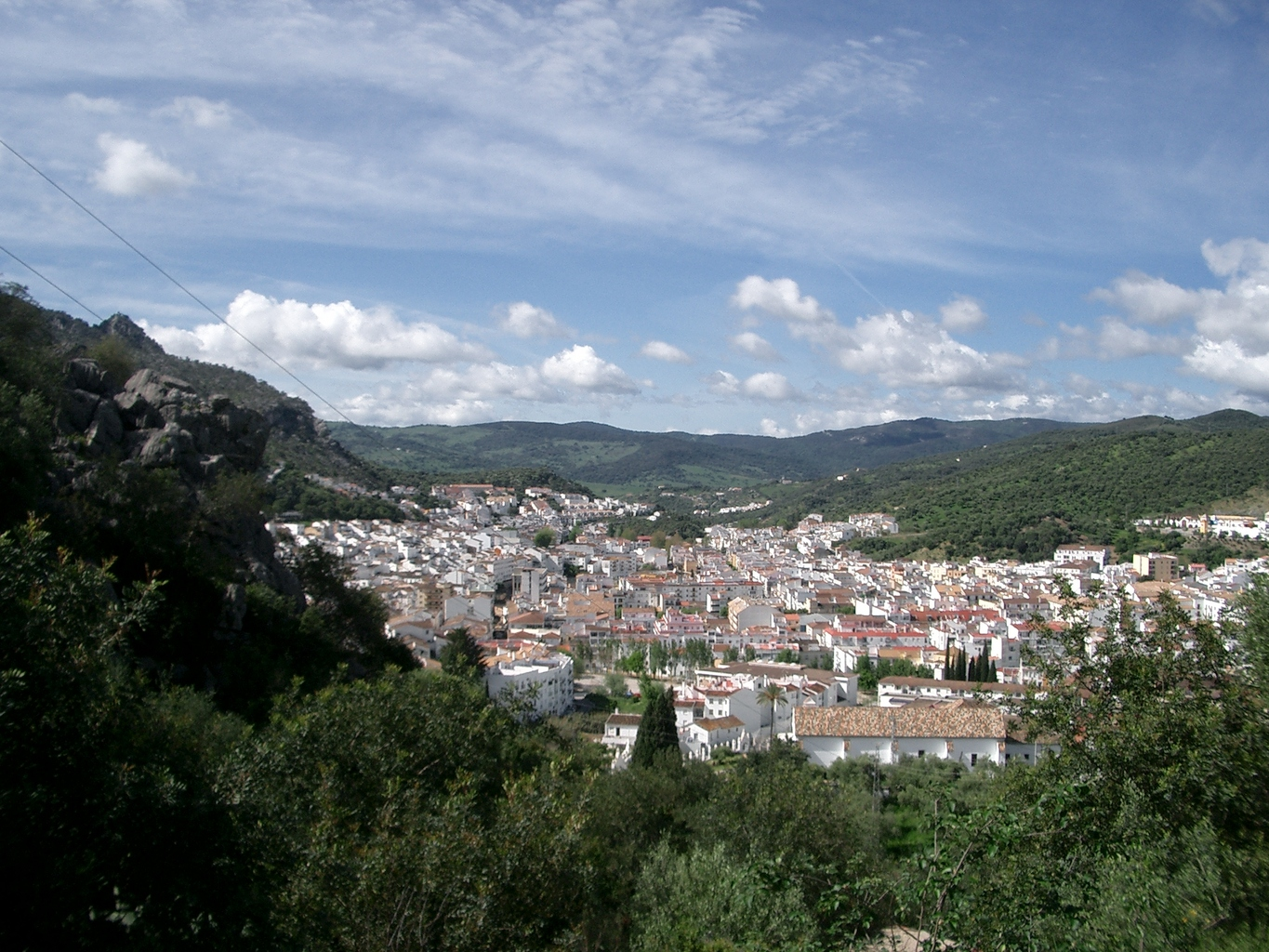
Убріке
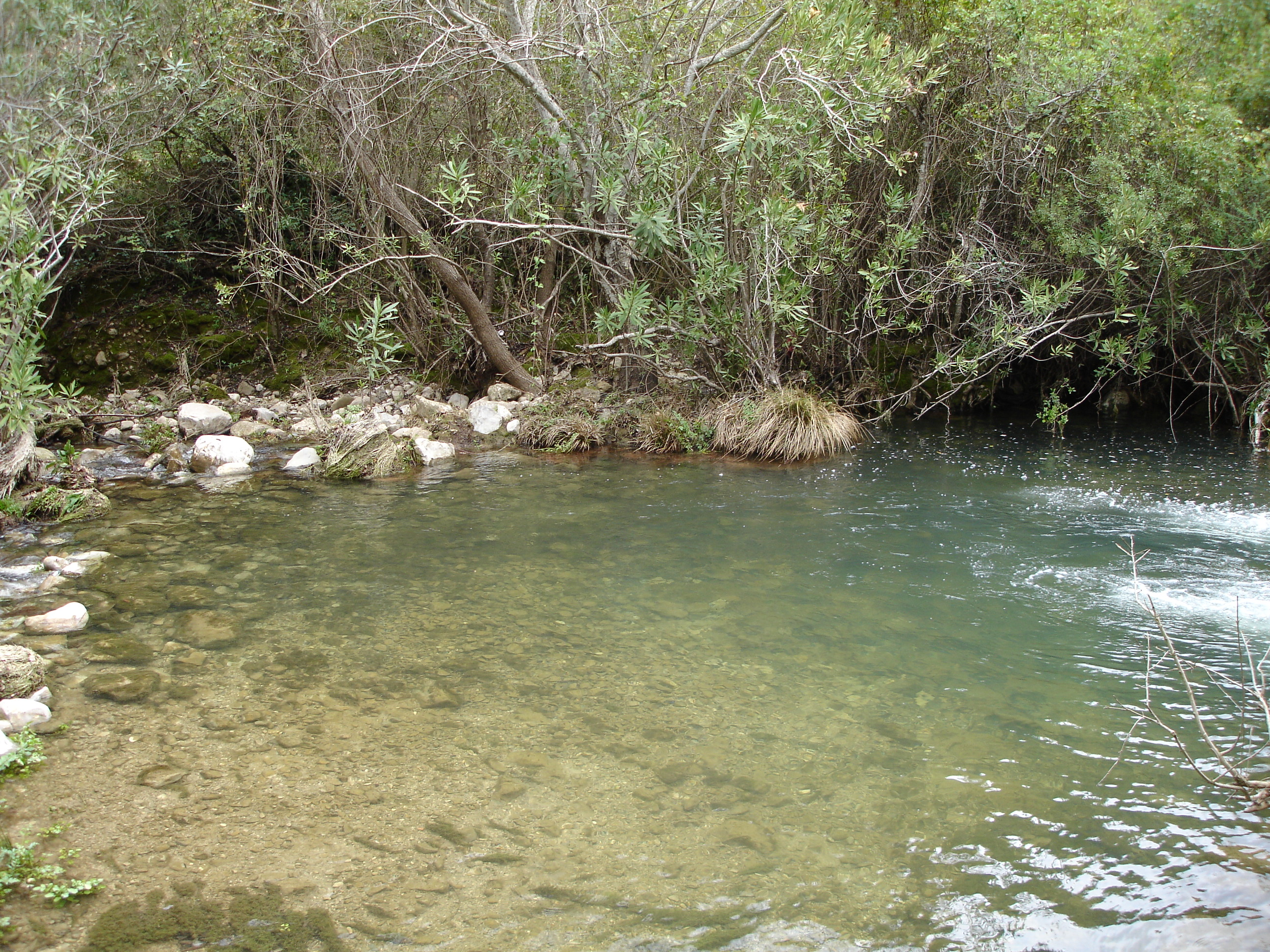
Річка Тавісна
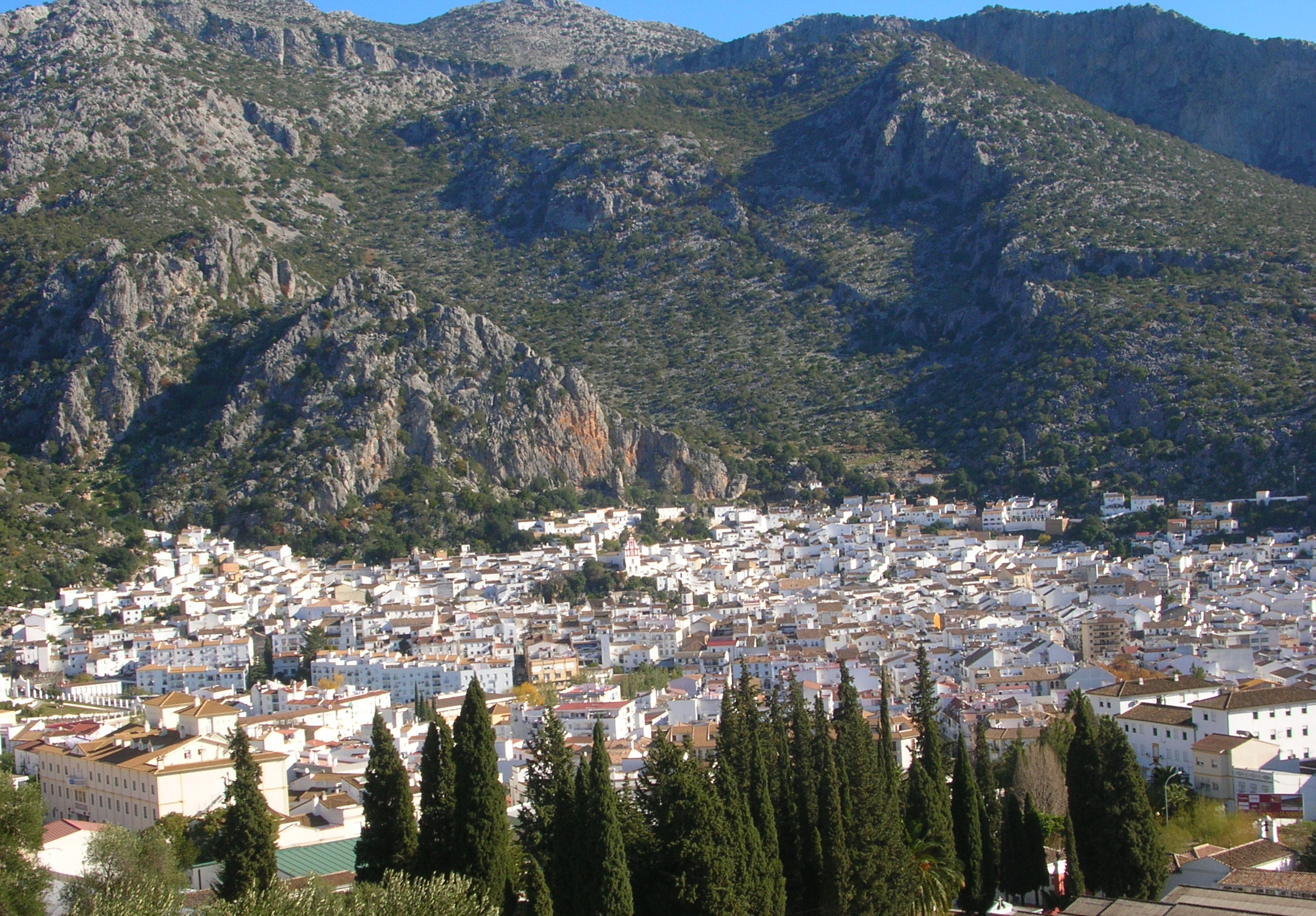
Убріке
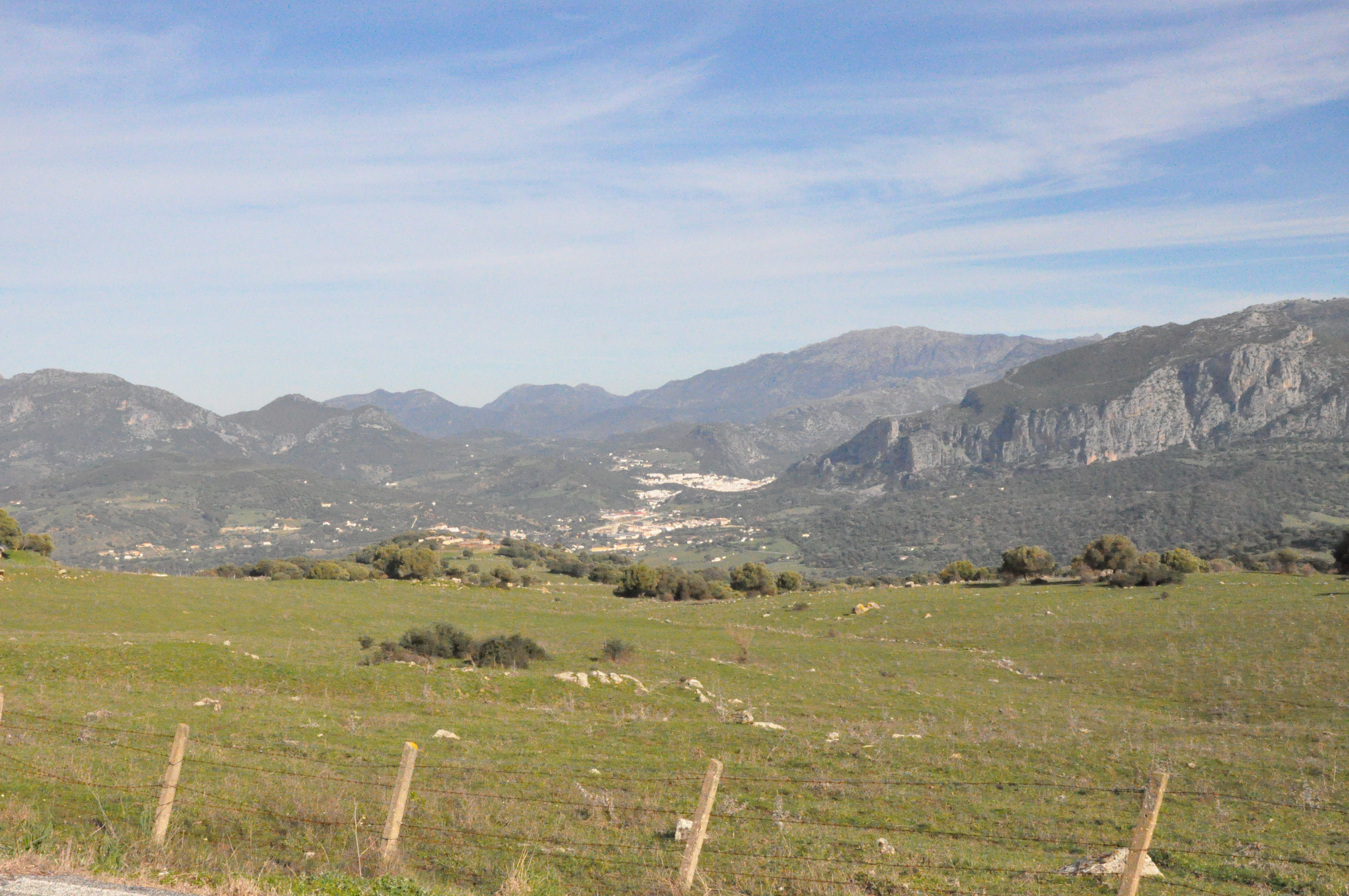
Убріке
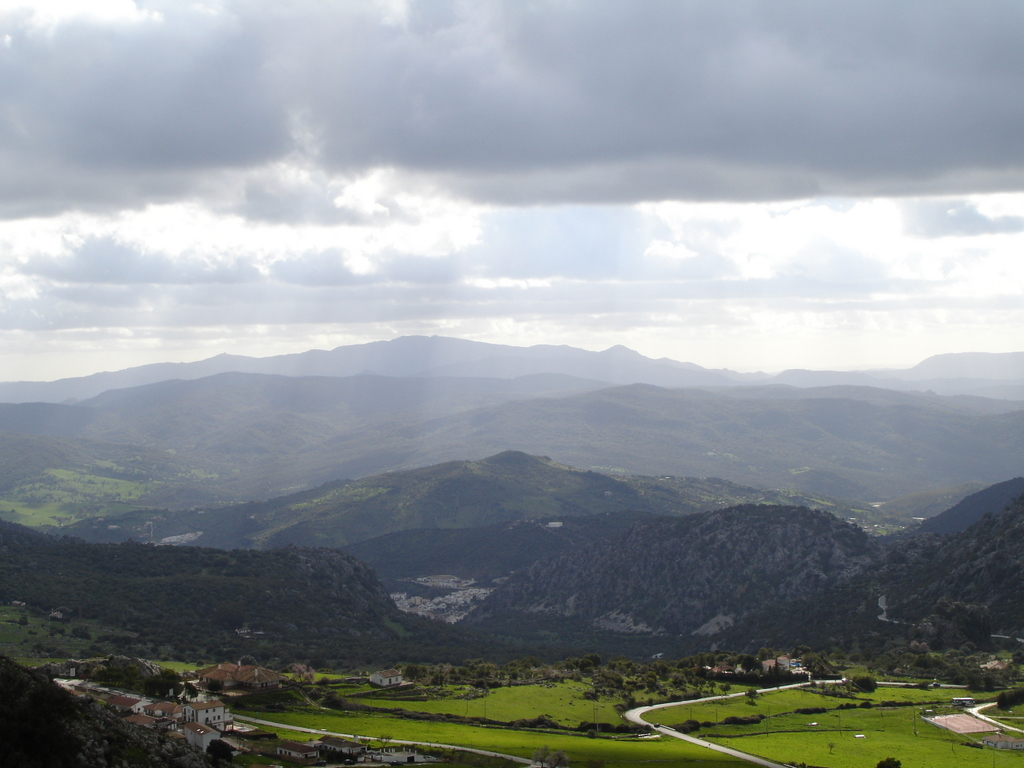
Убріке, вид з Бенаокаса
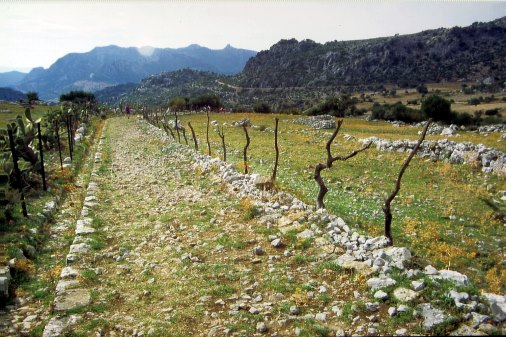
Римська дорога в Бенаокас
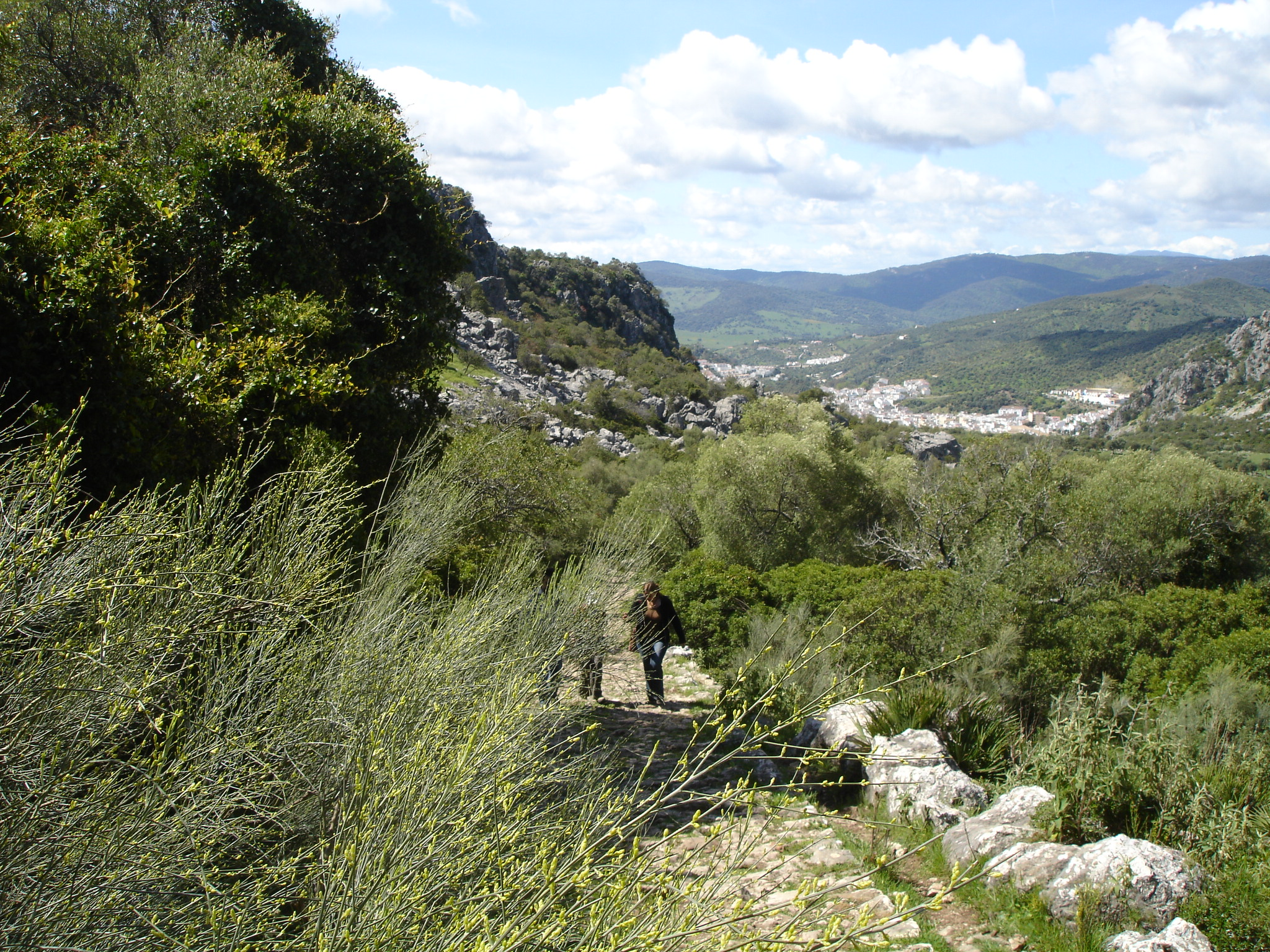
Убріке